# Liste des œuvres de Maurice Estève dans les musées du monde
Liste des œuvres de Maurice Estève dans les musées du monde.

## Australie
- Melbourne, National Gallery of Victoria :
  - La Ville, lithographie, 90/125, numéro d'inventaire 318-5[1].

## Canada
- Ottawa, Musée des beaux-arts du Canada :
  - Sans titre, avant 1964, dessin, numéro d'inventaire 14632[2].

## États-Unis
- Chicago, Art Institute of Chicago[3] :
  - Jour de fête, 1952, lithographie, 47,5 × 33,8 cm, numéro d'inventaire 1956.611
  - Sans titre, avant 1855, lithographie, 50,3 × 65,3 cm, numéro d'inventaire 1955.1047
- Pittsburgh, Carnegie Museum of Art :
  - Matinaelles, 1956, lithographie, 55.88 x 71.12 cm, numéro d'inventaire 56.21.4 [4]
- San Francisco, Musée des Beaux-Arts de San Francisco[5] :
  - Sans titre, 1964, lithographie, dans Fernand Mourlot, Souvenirs et portraits d'artistes, Paris, Mazo, 1972, p. 21, numéros d'inventaire 1964.142.90.7 et 1989.1.287.7
  - Alalito, lithographie, 32,5 x 25 cm, dans Fernand Mourlot, Souvenirs et portraits d'artistes, Paris, Mazo, 1972, p. 45, numéro d'inventaire 2000.200.37.5
- Washington, National Gallery of Art :
  - Sans titre, lithographie,  dans Jean Adhémar et Fernand Mourlot, Prints from the Mourlot press, Paris, Mourlot, 1964 (19 lithographies d'artistes), numéro d'inventaire 2011.60.85

## France
- Autun, musée Rolin :

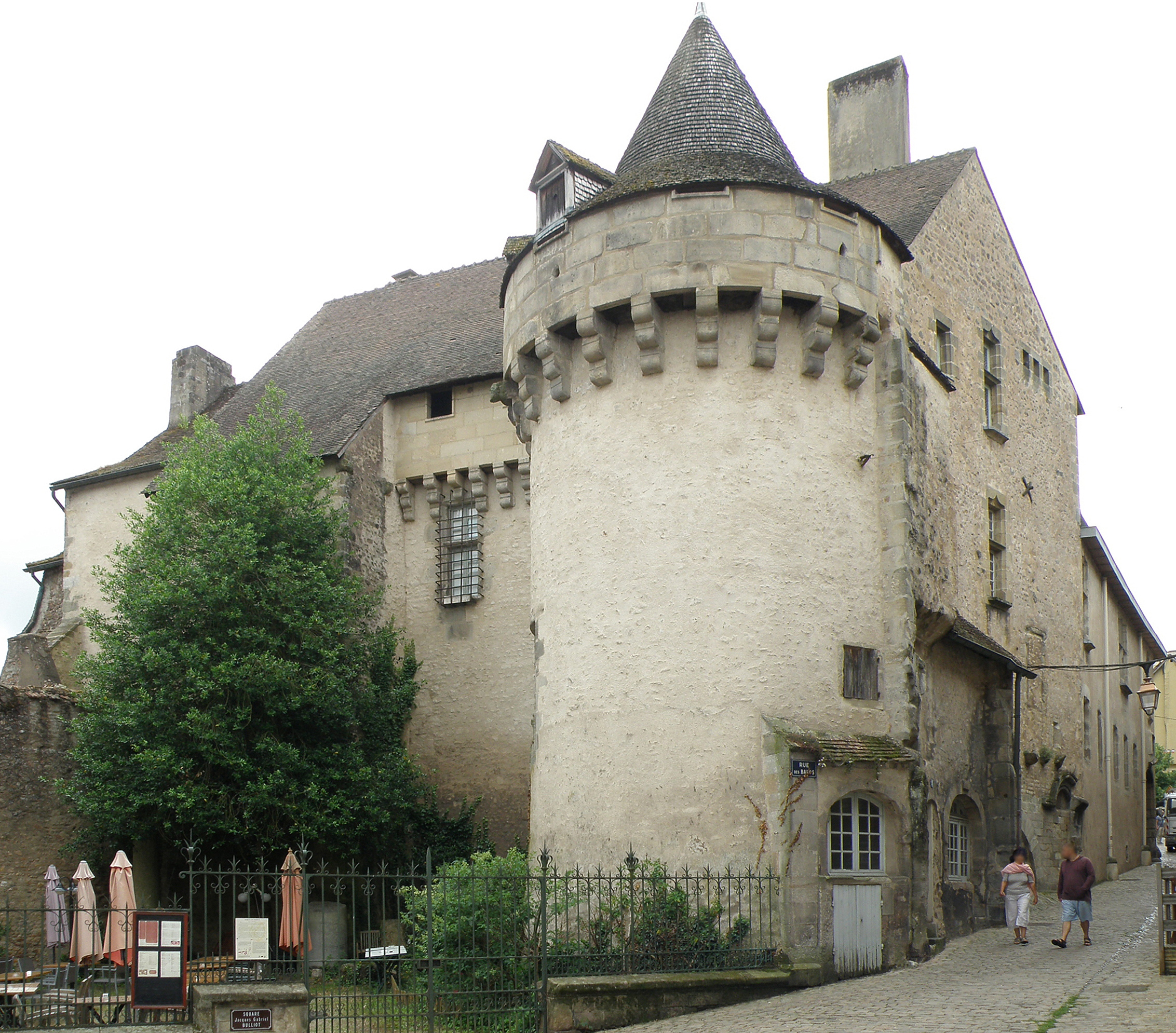
Musée Rolin à Autun

  - Le Foirail, 1946, huile sur toile, 3 × 45 cm, numéro d'inventaire 999.3.6
  - Hommage à Jean Fouquet, 1952, huile sur toile, 80.5 x 65 cm, numéro d'inventaire  999.3.7[6]
  - Portrait d'André Frénaud, 1952, encre et stylo à bille (recto), 31.4 x 24 cm, numéro d'inventaire 999.3.30 
  - Portrait d'André Frénaud, 1952, encre (verso), 31.4 x 24 cm, numéro d'inventaire 999.3.40
  - Portrait d'André Frénaud à 10 ans, lavis, 33.3 x 31 cm, numéro d'inventaire 999.3.26
  - Portrait d'André Frénaud, 1952, fusain, 14 x  10.7 cm, numéro d'inventaire 999.3.95
  - Portrait d'André Frénaud, 1952, encre, 31.5 x 24 cm, numéro d'inventaire 999.3.56
  - Portrait d'André Frénaud, 1952, encre, lavis et aquarelle, 19 x 12.7 cm, numéro d'inventaire 999.3.55
  - Portrait d'André Frénaud, 1952, encre, 31,5 x 24 cm, numéro d'inventaire 999.3.43
  - Portrait d'André Frénaud, 1952, encre, 31,5 x 24 cm, numéro d'inventaire 999.3.41
  - Portrait d'André Frénaud, 1952, fusain, 31 x 24 cm, numéro d'inventaire 999.3.39
  - Portrait d'André Frénaud, 1952, pastel et stylo à bille, 17.5 x 10.5 cm, numéro d'inventaire 999.3.38
  - Portrait d'André Frénaud, 1952, encre, lavis et aquarelle, 27 x 25 cm, numéro d'inventaire 999.3.37
  - Portrait d'André Frénaud, 1952, encre et aquarelle, 27.2 x 25 cm, numéro d'inventaire 999.3.36
  - Portrait d'André Frénaud, 1952, encre, 31 x 24 cm, numéro d'inventaire 999.3.35
  - Portrait d'André Frénaud, 1952, encre, 31.4 x 24 cm, numéro d'inventaire 999.3.34
  - Portrait d'André Frénaud, 1952, encre, 25.2 x 14.3 cm, numéro d'inventaire 999.3.33
  - Portrait d'André Frénaud, 1952, encre, 31.5 x 24 cm, numéro d'inventaire 999.3.32
  - Portrait d'André Frénaud, 1952, encre, 22.5 x 12 cm, numéro d'inventaire 999.3.31
  - Portrait d'André Frénaud, 1952, encre, 31.5 x 24 cm, numéro d'inventaire 999.3.29
  - Portrait d'André Frénaud, 1952, encre, 31.2 x 24 cm, numéro d'inventaire 999.3.28
  - Portrait d'André Frénaud, 1952, encre, 32.5 x 25 cm, numéro d'inventaire 999.3.27
  - Sans titre, 1978, fusain et crayons, 33 x 48 cm, numéro d'inventaire 999.3.89
  - Sans titre, lithographie, 64 x 48 cm, numéro d'inventaire 999.3.81
  - Souvenir de Carnac en Morbihan, gouache, numéro d'inventaire 999.3.65

- Besançon, Musée des Beaux-Arts et d'Archéologie de Besançon :
  - Sans titre, 1963, pastel, fusain et papier collé, 31 × 38 cm, numéro d'inventaire D.4373 ; AM 3814 D ; Db 970.1.190, dépôt du musée national d'Art moderne.

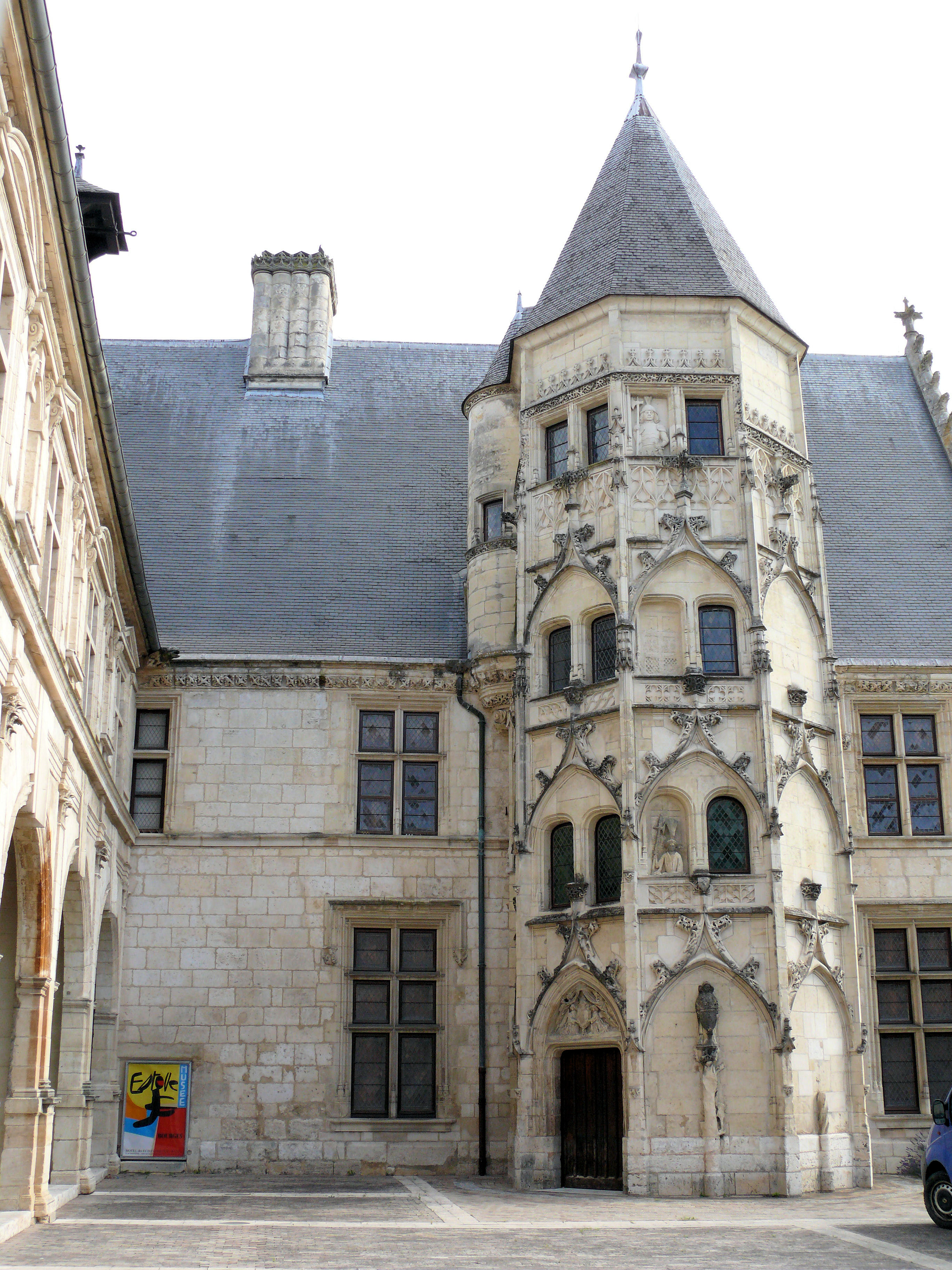
Musée Estève, Hôtel des Échevins à Bourges.

- Bourges, Musée Estève, Hôtel des Échevins[7] :
Peintures
  - Boulevard de Belleville, 1919, huile sur toile, 27 x 46 cm, numéro d'inventaire 1987.20.1
  - Paysanne endormie à la tenture verte , 1924, huile sur toile, 33 x 46 cm, numéro d'inventaire 1987.20.2  ** Pommes et Sabots, 1925, huile sur toile, 50 x 73 cm, numéro d'inventaire 1987.20.3
  - Figure au châle vert, 1927, huile sur toile, 41 x 33 cm, numéro d'inventaire 1987.20.4
  - Paysage au printemps, 1927, huile sur toile, 65 x 81 cm, numéro d'inventaire 1987.20.5
  - Châtaigneraie, 1927,  huile sur toile, 60 x 73 cm, numéro d'inventaire 1987.20.6
  - L'Arbre en hiver , 1929, huile sur toile, 81 x 116 cm, numéro d'inventaire 1987.20.7
  - Guéridon et Instruments de musiques, 1929, huile sur toile, 116 x 89 cm, numéro d'inventaire 1987.20.8
  - Les Cavaliers, 1929, huile sur toile, 114 x 146 cm, numéro d'inventaire 1987.20.9
  - Femme au paysage, 1929, huile sur toile, 81 x 118 cm, numéro d'inventaire 1987.20.10
  - La Forêt, 1929, huile sur toile, 81 x 116 cm, numéro d'inventaire 1987.20.11
  - La Feuille volante, 1929, huile sur toile, 92 x 73 cm, numéro d'inventaire 1987.20.12
  - Embarquement pour Cythère, 1929, huile sur toile, 116 x 81 cm, numéro d'inventaire 1987.20.13
  - Joueuse de diabolo, 1930, huile sur toile, 100 x 65 cm, numéro d'inventaire 1987.20.14
  - Les Premiers Pas, 1930, huile sur toile, 128 x 140 cm, numéro d'inventaire 1987.20.15
  - Le Grand Couple, 1930, huile sur toile, 158 x 73 cm, numéro d'inventaire 1987.20.16
  - Le Grand Charmeur, 1930, huile sur toile, 130 x 91 cm, numéro d'inventaire 1987.20.17
  - Charmeur de serpents, 1931, huile sur toile, 100 x 73 cm, numéro d'inventaire 1987.20.18
  - Joueurs de flûte, 1931, huile sur toile, 130 x 81 cm, numéro d'inventaire 1987.20.19
  - Toilette à l'enfant rouge, 1934, huile sur toile, 46 x 38 cm, numéro d'inventaire 1987.20.20
  - La Toilette verte, 1934, huile sur toile, 100 x 73 cm, numéro d'inventaire 1987.20.21
  - Personnages assis, 1934, huile sur toile, 54 x 65 cm, numéro d'inventaire 1987.20.22
  - Jeune Fille au livre, 1936, huile sur toile, 54 x 81 cm, numéro d'inventaire 1987.20.23
  - La Loge, 1936, huile sur toile, 146 x 73 cm, numéro d'inventaire 1987.20.24
  - La Lecture, 1936, huile sur toile, 146 x 114 cm, numéro d'inventaire 1987.20.25
  - Les Sœurs de Barcelone, 1936, huile sur toile, 116 x 89 cm, numéro d'inventaire 1987.20.26
  - Le Repas, 1937, huile sur toile, 116 x 89 cm, numéro d'inventaire 1987.20.27
  - Le Peintre, 1937, huile sur toile, 116 x 81 cm, numéro d'inventaire 1987.20.28
  - Christine aux amis, 1938,  huile sur toile, 120 x 80 cm, numéro d'inventaire 1987.20.29
  - La Table rouge, 1938, huile sur toile, 73 x 92 cm, numéro d'inventaire 1987.20.30
  - Table blanche, verre bleu, 1938, huile sur toile, 61 x 50 cm, numéro d'inventaire 1987.20.31
  - Jeune Femme au collier, 1944, huile sur toile, 100 x 81 cm, numéro d'inventaire 1987.20.32
  - Vielle et Cornemuse, 1946, huile sur toile, 65 x 81 cm, numéro d'inventaire 1987.20.33
  - Le Sculpteur, 1947, huile sur toile, 81 x 65 cm, numéro d'inventaire 1987.20.34
  - Paris a deux mille ans, huile sur toile, 1951, 116 x 81 cm, numéro d'inventaire 1987.20.35
  - Les Disques, 1951, huile sur toile, 61 x 50 cm, numéro d'inventaire 1987.20.36
  - Manolete, 1951, huile sur toile, 92 x 65 cm, numéro d'inventaire 1987.20.37
  - Haut-Berry, 1953, huile sur toile, 61 x 50 cm, numéro d'inventaire 1987.20.38
  - Terre Adélie, 1955, huile sur toile, 73 x 92 cm, numéro d'inventaire 1987.20.39
  - Tacet, 1956, huile sur toile, 92 x 65 cm, numéro d'inventaire 1987.20.40
  - Le Pétrus, 1957, huile sur toile, 73 x 92 cm, numéro d'inventaire 1987.20.41
  - Badour, 1958, huile sur toile, 116 x 89 cm, numéro d'inventaire 1987.20.42
  - Lourouer, 1960, huile sur toile, 100 x 81 cm, numéro d'inventaire 1987.20.43
  - Toufou, 1960, huile sur toile, 73 x 60 cm, numéro d'inventaire 1987.20.44
  - Chantafrêt, 1961, huile sur toile, 100 x 81 cm, numéro d'inventaire  1987.20.45
  - Saçétou, 1962, 97 x 130 cm, numéro d'inventaire 1987.20.46
  - Forêtin, 1966, huile sur toile, 116 x 81 cm, numéro d'inventaire 1987.20.47
  - Buranlure, 1970, huile sur toile, 130 x 97 cm, numéro d'inventaire 1987.20.48
  - Combraille, 1970, huile sur toile, 92 x 73 cm, numéro d'inventaire 1987.20.49
  - Taplu, 1973, huile sur toile, 100 x 81 cm, numéro d'inventaire 1987.20.50
  - Taralin, 1976, huile sur toile, 100 x 81 cm, numéro d'inventaire 1987.20.51
  - Samsâra, 1977, huile sur toile, 130 x 81 cm, numéro d'inventaire 1987.20.52
  - Toril noir, 1977, huile sur toile, 81 x 100 cm, numéro d'inventaire 1987.20.53
  - Hommage à Stephenson , 1978, huile sur toile, 97 x 130 cm, numéro d'inventaire 1987.20.54
  - Péoros, 1979, huile sur toile, 60 x 73 cm, numéro d'inventaire 1987.20.55
  - De la terre à la lune, 1980, huile sur toile, 73 x 92 cm, numéro d'inventaire 1987.20.56
  - Charasson, 1981, huile sur toile, 81 x 100 cm, numéro d'inventaire 1987.20.57
  - Hiva, 1982, huile sur toile, 100 x 73 cm, numéro d'inventaire 1987.20.58
  - Skibet, 1979, huile sur toile, 60 x 73 cm, numéro d'inventaire 1987.20.59
  - Tenu crochu, 1988, huile sur toile, 81 x 65 cm, numéro d'inventaire 1989.12.1  
Aquarelles
  - Sans titre, aquarelle et fusain, 1945, A 185, 23.8 x 31.3 cm, numéro d'inventaire 1987.20.62
  - Entrée du cirque, 1947, A.218, aquarelle et gouache, 21 x 27 cm, numéro d'inventaire 1987.20.63
  - Sans titre, 1947, A.689, aquarelle et gouache, 24.8 x 32.3 cm, numéro d'inventaire 1987.20.64
  - Sans titre, 1951, A.713, aquarelle, 31.3 x 43 cm, numéro d'inventaire 1987.20.65
  - Sans titre, 1962, A.772, aquarelle, 64.8 x 49.8 cm, numéro d'inventaire 1987.20.66
  - Sans titre, 1962, A.784, aquarelle, 39.3 x 43 cm, numéro d'inventaire 1987.20.67
  - Sans titre, 1964, A.855, aquarelle, 65 x 49.8 cm, numéro d'inventaire 1987.20.68
  - Micmac aux pattes, 1966, A.922, aquarelle, 58 x 83 cm, numéro d'inventaire 1987.20.69
  - Sans titre, 1966, A.928, aquarelle, 52.4 x 42.6 cm, numéro d'inventaire 1987.20.70
  - Sans titre, 1967, A.960, aquarelle, 61.7 x 50.3 cm, numéro d'inventaire 1987.20.71
  - Sans titre, 1967, A.980, aquarelle, 44.2 x 36.7 cm, numéro d'inventaire 1987.20.72
  - Sans titre, 1968, A.1000, aquarelle, 38.3 c 55.6 cm, numéro d'inventaire 1987.20.73
  - Sans titre, 1972, A.1052, aquarelle, 42  x 30 cm,  numéro d'inventaire 1987.20.74
  - Sans titre, 1972, A.1071, aquarelle, 44 x 52 cm,  numéro d'inventaire1987.20.75
  - Sans titre, 1974, A.1101, aquarelle, 45.5 x 54.8 cm ,  numéro d'inventaire 1987.20.76
  - Sans titre, 1974, A.1102, aquarelle, 46.2 x 48.5 cm, numéro d'inventaire 1987.20.77
  - Sans titre, 1982, A.1111, aquarelle, 65 x 50 cm ,  numéro d'inventaire 1987.20.78
  - Sans titre, 1982, A.1131, aquarelle, 64.6 x 49.8 cm, numéro d'inventaire 1987.20.79
  - Sans titre, 1985, A.1156, aquarelle, 1985, 64.2 x 56.2 cm, numéro d'inventaire 1989.12.2 
Dessins
  - Autoportrait, 1919, D.139, fusain, 36 x 26 cm, numéro d'inventaire 1987.20.80
  - Nu debout, 1928, D.245, mine de plomb, 48 x 31.5 cm, numéro d'inventaire 1987.20.81
  - Les Oubliés, 1929, D.232, mine de plomb et gouache, 17.7 x 30 cm, numéro d'inventaire 1987.20.82
  - Chevaux morts, 1929, D.232, encre, 16 x 20 cm, numéro d'inventaire 1987.20.83
  - Autoportrait, 1930, D.282, mine de plomb, 47.5 x 34.5 cm, numéro d'inventaire 1987.20.84
  - Nelly lisant, 1931, D.205, fusain et crayons, 36 x 32 cm, numéro d'inventaire 1987.20.85
  - Lutteurs, 1931, D.218, encre et lavis, 28 x 37 cm, numéro d'inventaire 1987.20.86
  - Peintre au chevalet, 1934, D.296, mine de plomb, 32 x 24 cm, numéro d'inventaire 1987.20.87
  - Feuilles d'esquisses, 1934, D.944, crayon, lavis et encre, 22 x 17 cm, numéro d'inventaire 1987.20.88
  - Le Bon Cornu à l'harmonica, 1940, D.1287, fusain, brou de noix, crayon et gouache, 74.7 x 53.3 cm, numéro d'inventaire 1987.20.89
  - Nu à la baignoire, 1942, D.101, fusain, 28 x 24 cm, numéro d'inventaire 1987.20.90
  - Le Dranlot, 1942, D.118, fusain, 24 x 31.8 cm, numéro d'inventaire 1987.20.91
  - Les Trois Tables, 1943, D.13, fusain, 22 x 27.5 cm, numéro d'inventaire 2005.3.1
  - Cornu en hiver, 1952, D.1454, mine de plomb et lavis, 41.8 x 31 cm, numéro d'inventaire 1987.20.93
  - Sans titre, 1956, D.59, fusain et crayon, 31.5 x 38 cm, numéro d'inventaire 1987.20.94
  - Cornu sous cape, 1957, D.1487, fusain et crayon de  couleur, 54 x 43  cm, numéro d'inventaire 1987.20.95  ** Sans titre, 1958, D.67, fusain, lavis et crayon, 43.5 x 32.5 cm, numéro d'inventaire 1987.20.96
  - Au cirque, 1958, D.1498, pastel gras, 20.8 x 30.8 cm, numéro d'inventaire 1987.20.97
  - Sans titre, 1959, D.154, fusain et crayon de  couleur, 42.5 x 59.5 cm, numéro d'inventaire 1987.20.98
  - Olivier à Vence, 1960, D.435, fusain, 31.4 x 23.4 cm, numéro d'inventaire 1987.20.99
  - Olivier à Vence, 1960, D.568, fusain, 31.4 x 23.4 cm, numéro d'inventaire 1987.20.100
  - Acrobate, 1964, D.1654, encre et gouache, 36.3 x 26.5 cm, numéro d'inventaire 1987.20.101
  - Danseur noir, 1965, D.1684, encre et lavis, 50 x 33.5 cm, numéro d'inventaire 1987.20.102
  - Sans titre, 1965, D.168, fusain et crayon, 38.5 x 48.5 cm, numéro d'inventaire 1987.20.92
  - Bardissé, 1966, D.1766, fusain et crayon, 31.3 x 40.2 cm, numéro d'inventaire 1987.20.103
  - Sans titre, 1966, D.1781, fusain et crayon, 41 x 48.7 cm, numéro d'inventaire 1987.20.104
  - Le Réveil de l'Inca, 1968, D.1781, fusain et crayon, 44 x 32.4 cm, numéro d'inventaire 1987.20.105
  - Sans titre, 1969, D.1841, encre, fusain et crayon, 48.6 x 30.5 cm, numéro d'inventaire 1987.20.106
  - Lubabou, 1970, D.1870, fusain et crayon, 31.5 x 43 cm, numéro d'inventaire 1987.20.107
  - Sans titre, 1970, D.1882, fusain et crayons, 63 x 48 cm, numéro d'inventaire 1987.20.108
  - Sans titre, 1973, D.1951, fusain et crayons, 47.5 x 48 cm, numéro d'inventaire 1987.20.109
  - Sans titre, 1977, D.1992, fusain et crayons, 48.6 x 62.8 cm, numéro d'inventaire 1987.20.110
  - Sans titre, 1979, D.2072, fusain et crayons, 46.8 x 50 cm, numéro d'inventaire 1987.20.111
  - Sans titre, 1979, D.2086, fusain et crayons, 47.8 x 55 cm, numéro d'inventaire 1987.20.112
  - Sans titre, 1979, D.2102, fusain et crayons, 54.7 x 48 cm, numéro d'inventaire 1987.20.113
Collages
  - Chez Maurice Estève, 1956, C.26, papiers collés, fusain et aquarelle, 23.4 x 31.4 cm,  numéro d'inventaire 1987.20.114
  - Boussaquin de panache, 1965, C.69, papiers collés, encre, crayon et aquarelle, 48 x 63.3 cm,  numéro d'inventaire 1987.20.115
  - Le Baiser fleuri, 1965, C.101, collage et encres, 65 x 50  cm, numéro d'inventaire 1987.20.116
  - Trocquart corné, 1966,  C.115, collage, peinture à l'huile et encre, 47 x 35.5 cm, numéro d'inventaire 1987.20.117
  - Nocturne cévenol, 1968, C.125,  papiers collés et encres, 72 x 50.3 cm, numéro d'inventaire 1987.20.118
  - Petite Dame, curieux monsieur, 1968, C.148, papiers collés et encre, 84.7 x 60.4 cm, numéro d'inventaire 1987.20.119
  - Monflaron, 1971, C.170, papiers collés, encre et crayons de couleur, 50 x 65.2 cm, numéro d'inventaire 1987.20.120
  - Hommage à Daumier, 1973,  C.194, papiers collés, 65 x 50 cm, numéro d'inventaire 1987.20.121
  - Totem, 1973, C.197,  papiers collés , 65 x 50 cm , numéro d'inventaire 1987.20.122
  - Clefs d'ombre au fond vert, 1973, C.208, papiers collés, 76 x 56 cm, numéro d'inventaire 1987.20.123
  - Le Gargandin de Bourges, 1987, C.232, papiers collés, 60  x 40.1 cm, numéro d'inventaire 1989.12.3
  - 1789. La Prise de la parole dans le Cher, 1989, C.233, papiers collés, 48 x 40 cm,  numéro d'inventaire 1989.12.4
Tapisseries
  - Chantlune,  1964, tapisserie d'Aubusson tissée à Felletin par la maison Pinton, 247 x  195 cm, exemplaire d'auteur, numéro d'inventaire 1987.20.124
  - Bodableu, 1972, tapisserie d'Aubusson tissée à Felletin par la maison Pinton, 240 x 180 cm, exemplaire 2/8, numéro d'inventaire 1987.20.125
  - Zacapa, 1973, tapisserie d'Aubusson tissée à Felletin par la maison Pinton 245 x 215 cm exemplaire 1/6, numéro d'inventaire 1989.12.5

- Châteauroux

- Colmar, Musée Unterlinden :
  - Les arbres et la ceinture, 1947, huile sur toile

- Dijon, Musée des Beaux-Arts de Dijon[8] :
  - Sans titre, 1954, aquarelle, 49 x 37.5 cm, numéro d'inventaire DG 247 ; 272 (DG 1976)
  - Sans titre, 1958, fusain et crayons, 43.5 x 54 cm,  numéro d'inventaire DG 506 bis ; 273 (DG 1976)
  - Totem III, 1973, collage et encre, 214 C, 76 x 56 cm, numéro d'inventaire  DG 865 ; 274 (DG 1976)

- Dunkerque, Lieu d'art et action contemporaine de Dunkerque :
  - Sascat, 1969, lithographie, 81,5 x 61,5 cm , n° 16/35, numéro d'inventaire FNAC 30406, dépôt du Centre national des arts plastiques, 2015

- Gravelines,  Musée du dessin et de l'estampe originale de Gravelines :
  - Anubis, 1969, lithographie, 78 x 59,5 cm, n° 72/95, numéro d'inventaire FNAC 30537, dépôt depuis 1984 du Centre national des arts plastiques

- Grenoble,  Musée de Grenoble [9]:
  - Tourdille, 1958, huile sur toile, 73 x 106 cm, numéro d'inventaire MG 3147

- Le Havre, Musée d'art moderne André-Malraux[10] :
  - Noirlac, 1954, huile sur toile, 61 x 50 cm, numéro d'inventaire FNAC 24766, dépôt du Centre national des arts plastiques, 1955

- Lille, Palais des Beaux-Arts de Lille :
  - Naissance de l'oiseau, 1951, huile sur toile, 73 x 91,5 cm, numéro d'inventaire P 1776

- Marseille, Musée Cantini :
  - Javeleuse, 1978, huile sur toile, 116 x 89 cm, numéro d'inventaire C.81.35[11]

- Metz, Musée de la Cour d'Or[12] :
  - Intérieur de juillet, 1950, huile sur toile, 92 x 73 cm, numéro d'inventaire AM 3033 P, dépôt  du Centre national d'art et de culture Georges-Pompidou depuis 1986
  - Pouiraque, 1970, huile sur toile, 100 x 81 cm, numéro d'inventaire 81.47.1

- Montpellier, Musée Fabre :
  - Danseur du Far West, 1951, huile sur toile, 91,3 x 73 cm, numéro d'inventaire AM 3148 P,  dépôt du Centre national d'art et de culture Georges-Pompidou depuis 1978

- Nantes, Musée d'Arts de Nantes[13] :
  - Sans titre, 1967, aquarelle, 65 x 50 cm, numéro d'inventaire 979.21.4.D
  - Marabulda, 1972, lithographie, 62,5 x 48 cm, numéro d'inventaire 975.2.1.E

- Paris, Centre national des arts plastiques[14] : 
  - Noirlac, 1954, huile sur toile, 62 x 50,5 cm, numéro d'inventaire FNAC 24766, dépôt depuis 1956 au  Musée d'art moderne André-Malraux
  - Sans titre, 1960, pastel 507 D, 47,5 x 62 cm, numéro d'inventaire FNAC 30726, dépôt depuis 2006 au Consulat général de France (New York)
  - Tordu cornu, 1960, pastel, 90,5 x 72,5 cm, numéro d'inventaire FNAC 30727, dépôt depuis 1985 à l'Ambassade de France (Athènes)
  - Sans titre, 1970, pastel et fusain sur papier 1872 D, 49 x 30,5 cm, numéro d'inventaire FNAC 30196
  - Pifodat, 1970, Pastel et fusain sur papier, 31,5 x 45,2 cm, nv. numéro d'inventaire: FNAC 31007
  - Sans titre, lithographie, n° 4/75, numéro d'inventaire FNAC 28885, dépôt depuis 1966 à l'Université Paris-Diderot
  - Sans titre, lithographie, n° 14/95, 65 x 53 cm, numéro d'inventaire FNAC 28924,  dépôt depuis 2000 au Ministère de la fonction publique et de la réforme de l'Etat (Paris)
  - Sans titre, lithographie, 91 x 70 cm, n° 16/95, numéro d'inventaire FNAC 28977, dépôt depuis 1967 à la Maison française d'Oxford
  - Sans titre, lithographie, 64 x 49 cm, n°77/95, numéro d'inventaire FNAC 30058, dépôt depuis 1981 à la Présidence de la République (Paris)
  - Composition (bleu, vert, jaune), lithographie, 53,5 x 76 cm, numéro d'inventaire FNAC 30407, dépôt depuis 1976 au Ministère des Affaires Sociales et de l'Emploi (Paris)
  - Sans titre, 1957, lithographie, 68 x 51 cm, épreuve d'artiste, numéro d'inventaire FNAC 27376, dépôt depuis 1966 à l'Ambassade de France (Washington)
  - Sans titre, vers 1962, lithographie, 66 x 52 cm, n°45/95, numéro d'inventaire FNAC 27992, dépôt depuis 1963  l'École navale (Lanvéoc)

- Paris,  Musée d'Art moderne de Paris[15] :
  - Les Bas roses, 1935, huile sur toile, 65 x 54 cm, numéro d'inventaire AMVP 696

- Paris, Centre national d'art et de culture Georges-Pompidou[16] :
  - Liseuse , 1929, huile sur toile, 116 x 81 cm, numéro d'inventaire 1983-487
  - Aquarium, 1944, huile sur toile, 81 x 65 cm, numéro d'inventaire AM 1983-488
  - Intérieur de juillet, 1950, huile sur toile, 92 x 73 cm, numéro d'inventaire AM 3033 P, dépôt au Musée de la Cour d'Or (Metz) depuis 1986
  - Danseur du Far West, 1951, huile sur toile, 91,3 x 73  cm, AM 3148 P, dépôt au Musée Fabre (Montpellier) depuis 1978
  - Rebecca , 1952, huile sur toile, 92 x 73,5 cm, numéro d'inventaire AM 3226 P
  - Moulin noir, 1959, huile sur toile, 116,5 x 89 cm, numéro d'inventaire AM 1977-106
  - Drôlu du Haut, 1964, huile sur toile, 116 x 89 cm, numéro d'inventaire AM 1983-489
  - Belasse , 1966, huile sur toile, 162 x 130,5 cm, AM 1976-964
  - Le Poitevin , 1977, huile sur toile, 130 x 97 cm, numéro d'inventaire AM 1983-490
  - Aoutane , 1975, huile sur toile, 99 x 80,3 cm, numéro d'inventaire 2021-746
  - Danseur du Far West ,1951, huile sur toile, 91,3 x 73  cm, AM 3148 P, dépôt au Musée Fabre (Montpellier) depuis le 19-01-1978
  - Femme au canard, 1946, fusain, 36 x 45 cm, numéro d'inventaire AM 1977-151
  - Sans titre, 1959, fusain, 58,5 x 78,2 cm, numéro d'inventaire AM 2162 D
  - Sans titre, 1963, fusain, 31 x 38 cm, numéro d'inventaire AM 3814  D

- Paris, Bibliothèque nationale de France :
  - 86 lithographies, 5 gravures et 13 illustrations[17]

- Paris, Petit Palais

- Tournus, musée Greuze, Hôtel-Dieu de Tournus :
  - Nu de dos , vers 1926, encre, 40 x 29.5 cm, numéro d'inventaire 2004.1.4

## Nouvelle-Zélande
- Auckland, Musée d'Art d'Auckland :
  - Le grand Pavois, 1956, lithographie, 76,9 x 51,8 cm, numéro d'inventaire 1959/2/1[18]

## Royaume-Uni
- Londres, Tate Britain[19]
  - La Cigale, 1956, lithographie, 40,2 × 40,2 cm, numéro d'inventaire P77439
  - Sans titre, 1957, aquarelle, 50.5 x 63.5 cm, numéro d'inventaire P77439

## Suède
- Göteborg, Musée des Beaux-Arts de Göteborg :
  - La Femme et la plante, 1946,  huile sur toile, 116 x 80 cm, numéro inventaire GKM 1352[20]

## Suisse
- Genève, Fondation Gandur pour l'art[21] :
  - Le Peintre-verrier , 1949, huile sur toile, 73 x 50 cm, numéro d'inventaire FGA-BA-ESTEV-0002
  - Chute de Lucifer, 1951, huile sur toile, 92.1 x 73 cm, numéro d'inventaire FGA-BA-ESTEV-0003
  - Noirbel, 1957, huile sur toile, 81 x 100.5 cm, numéro d'inventaire FGA-BA-ESTEV-0001

- Pully, Musée d'art de Pully

## Autres
- Musées de Bruxelles, Copenhague, Lausanne, Liège, Luxembourg, New-York, Oslo, Sydney, Stockholm.

## Sources
Notamment d'après Joconde, portail des collections des musées de France